# Droits LGBT en Géorgie
Les personnes lesbiennes, gays, bisexuelles et transgenres (LGBT) en Géorgie sont confrontées à des contraintes juridiques que les non-LGBT ne rencontrent pas, bien que l'homosexualité soit légale depuis 2000.
En octobre 2024, le Parlement géorgien promeut une loi visant à restreindre la présence et la visibilité des personnes LGBTQ+ dans l'espace public. Elle s'accompagne d'un discours rejetant les droits LGBT de la part du pouvoir géorgien. Les personnes LGBT font également face à des violences fréquentes, menées notamment par des militants d'extrême droite ou conservateurs.

## Homosexualité dans la loi

### Légalité
Dans l'histoire de la Géorgie, notamment sous le régime tsariste et sous le régime soviétique, l'homosexualité masculine était criminalisée. En 1933, l'article 121 fut ajouté au code pénal pour l'ensemble de l'Union soviétique, interdisant expressément l'homosexualité masculine, punie jusqu'à cinq ans de travaux forcés en prison. Les motifs ayant conduit à l'adoption de cette loi font l'objet d'un débat historiographique. Certains historiens ont suggéré que la promulgation de la loi anti-homosexuelle par Joseph Staline était, à l'instar de son interdiction de l'avortement, une tentative pour augmenter le taux de natalité soviétique. Les autorités soviétiques ont également utilisé cet article contre les mouvements de dissidents, de nombreux militants ayant été arrêtés pour des accusations de sodomie forgées de toutes pièces.
Après que la Géorgie eut obtenu son indépendance de l'Union soviétique en 1991, la pratique susmentionnée a cessé d'être utilisée et il n'y a plus eu de cas enregistré d'article de sodomie ouvertement utilisé contre des opposants politiques. Malgré cela, la liberté sexuelle entre personnes de même sexe n'a été officiellement inscrite dans la loi qu'en 2000, lorsque le gouvernement géorgien a mis en place un code pénal modifié pour respecter les normes établies par le Conseil de l'Europe et la Convention européenne des droits de l'homme. L'âge du consentement pour les relations hétérosexuelles et homosexuelles est fixé à 16 ans, conformément aux articles 140 et 141 du code pénal géorgien.
Des lois visant à lutter contre les discriminations fondées sur l'orientation sexuelle sont mises en place en 2006 et 2014.

### Loi sur la «protection des valeurs familiales et des mineurs»
Lors d'une conférence en mai 2023 en Hongrie, ainsi que lors d'un discours devant le parlement en juin 2023, le Premier ministre Irakli Garibachvili a déclaré vouloir lutter contre la « propagande » LGBT, en proposant une loi, citant une publicité de McDonald's montrant la famille d'Elton John.
En mars 2024, une loi interdisant les transitions de genre et l'adoption par les couples du même sexe est proposée par le parti Rêve géorgien, et une loi interdisant la « propagande LGBT » sur le modèle de celle en vigueur en Russie est proposée en mai 2024. L'inspiration russe des parlementaires géorgiens laisse penser à un rapprochement avec cette grande puissance sur la question de l'homosexualité. Le parlement adopte une loi rassemblant les deux en première lecture le 2 juin 2024, une deuxième lecture étant prévu pour le 3 septembre 2024.
Lors d'un rassemblement du parti Rêve géorgien le 20 août 2024, ses responsables annoncent vouloir constitutionnaliser des lois anti-LGBT, ayant besoin pour cela de 113 sièges sur 150 au Parlement de Géorgie.
Le 4 septembre 2024, le projet de loi sur la « protection des valeurs familiales et des mineurs » est adopté par le Parlement en deuxième lecture par 81 votes pour et 0 contre. La loi est complétée par des amendements à dix-huit lois, destinés à priver les personnes LGBT de leurs droits,.
Le 17 septembre 2024, la loi est adoptée avec 84 voix en faveur et 0 contre. Le Premier ministre Irakli Kobakhidze indique que 91 % de la population soutient la mesure. L'Union européenne envisage alors de suspendre l'accord de libre circulation passé en 2017 avec la Géorgie, et des militants poussent pour faire retirer la Géorgie de la liste des pays d'origine sûr pour les réfugiés LGBTQ+.
Le 2 octobre 2024, la présidente Salomé Zourabichvili refuse de signer la loi et la renvoie devant le parlement. Le 3 octobre, le président du Parlement promulgue la loi. Josep Borrell, chef de la diplomatie européenne, dénonce le texte, qu'il considère comme une « atteinte aux droits fondamentaux et augmentera la discrimination et la stigmatisation ». Après le passage de la loi, l'Union européenne annonce le 8 octobre 2024 suspendre le versement de 121 millions d'euros d'aide économique au pays.

### Décisions juridiques contre la Géorgie
L'État de Géorgie a été condamné plusieurs fois devant la Cour européenne des droits de l'homme à la suite de diverses violences envers des minorités sexuelles.
En 2015, à la suite de l'affaire Identoba (en) v. Georgia, la Cour a déclaré l'État coupable de violations des articles 3 et 11 de la Convention de sauvegarde des droits de l'homme et des libertés fondamentales, après une contre-manifestation violente lors d'une marche pour l'IDAHOT en mai 2012.
En octobre 2020, la Cour a déclaré l'État de Géorgie coupable de discrimination dans l'arrêt Aghdgomelashvili et Japaridze c/ Géorgie, à la suite d'un raid policier contre l'ONG Inclusive Foundation en 2009,.
En novembre 2021, et à la suite de l'arrêt Women’s Initiatives Supporting Group and Others v. Georgia, la Cour déclare que la Géorgie n'a pas respecté les articles 11, 14 et 3 de la convention, à la suite du manque de protection des manifestants lors d'une marche pour l'IDAHOT dans la capitale en mai 2013.

## Situation actuelle et évolution

### Amélioration de la situation jusque dans les années 2020
Malgré sa légalisation, l'homosexualité est toujours largement considérée dans la société géorgienne comme une déviation majeure, notamment par rapport aux valeurs très traditionnelles du christianisme orthodoxe — prévalent dans le pays, où il est même religion d'État. D'une manière générale, les débats publics sur les questions liées à la sexualité en général ont tendance à être occultés, voire rejetés. Les homosexuels sont souvent la cible d'abus et de violences physiques, souvent activement encouragés par les chefs religieux,,.
Néanmoins, les gouvernements successifs tentent initialement d'aligner le bilan du pays en matière de droits de l'homme sur les exigences de l'intégration européenne et euro-atlantique de la Géorgie. L'ancien Premier ministre géorgien, Bidzina Ivanichvili, a déclaré que :

« les minorités sexuelles sont les mêmes citoyens que nous ... et que la société s'y habituera progressivement »

À partir de 2014 (et jusqu'en 2024), les discriminations fondées sur l'orientation sexuelle et l'identité de genre sont interdites. Des tensions dans la rue à propos des droits des LGBT dans le pays génèrent une couverture médiatique sans précédent et une discussion publique sur ce sujet auparavant négligé.
En mai 2021, 15 partis politiques géorgiens, dont le Mouvement national uni, Géorgie européenne, Girchi - Plus de liberté, Lelo pour la Géorgie, Droa! (en) d'Elene Khochtaria, etc., signent un accord commun pour « éliminer la discrimination et la violence à l'égard des citoyens LGBTQ par tous les moyens dont ils disposent ». Ce texte inclut notamment la défense du « droit de réunion pacifique et la liberté d'expression de tous les citoyens, indépendamment de leur orientation sexuelle et de leur identité de genre », ainsi que l'interdiction pour « leurs représentants d'user de discours haineux et d'inciter à des troubles sociaux fondés sur l'orientation sexuelle et l'identité de genre ». Le texte est salué et considéré comme « historique » par l'association Tbilisi Pride.

### Dégradation des droits LGBT
En juin 2019, à l’appel d’un célèbre homme d’affaires et avec le soutien tacite de l’Église orthodoxe géorgienne, des milices sont constituées pour « défendre les valeurs traditionnelles » et « éradiquer le péché et l’hérésie » que représenterait l'homosexualité. En 2019, l'association LGBT+ géorgienne Tbilisi Pride tente d'organiser une Marche des fiertés, mais fait face au refus de la police de sécuriser l'événement. Elle décide finalement d'organiser un événement plus discret pendant une semaine, avec des conférences et des débats. 
En juillet 2021, une « Marche pour la dignité », en soutien aux droits LGBT+, doit avoir lieu à Tbilissi. Le Premier ministre Irakli Garibachvili demande aux organisateurs de l'événement de l'annuler pour éviter le « désordre » et y affirme son opposition, mais un événement a lieu malgré tout. Le 5 juillet 2021, plusieurs centaines de manifestants d'extrême droite, dirigés par Zourab Makharadze, leader de la chaîne Alt-Info (en), s'en prennent aux militants. Les assaillants s'attaquent également aux locaux de l'association et arrachent des drapeaux arc-en-ciel,. Plusieurs dizaines de journalistes sont ciblés ; l'un d'entre eux, grièvement blessé, meurt à l'hôpital quelques jours plus tard. L'implication du gouvernement est par la suite révélée. Irakli Garibachvili, qui considérait l'évènement comme étant « inacceptable pour une large part de la société », fait l'objet de critiques venant de l'opposition et de militants des droits de l'homme ; ceux-ci s'en prennent aussi à Rêve géorgien, le parti au pouvoir, pour avoir soutenu des groupes homophobes ; des manifestations rassemblent plusieurs milliers de personnes.
En juillet 2023, la marche annuelle des Fiertés de Tbilissi doit être évacuée à la suite d'une contre-mobilisation organisée par le groupe d’extrême droite Alt-Info,, les organisateurs de la marche estimant que le groupe d’extrême droite est lié au gouvernement, et cherche à saboter l'adhésion du pays à l'Union européenne. L'European Pride Organisers Association critique l'État de Géorgie pour son inaction.
L'utilisation, par les partis conservateurs, de la rhétorique hostile aux droits LGBT, est devenue un symbole de l'opposition entre la Russie et l'Occident, certains groupes conservateurs commençant à utiliser le terme LGBT pour désigner les mouvements libéraux ou pro-Occidentaux. En 2024, le parti au pouvoir participe notamment à la « Journée de la pureté de la famille », une célébration des valeurs dites « traditionnelles » mise en place par l'Église orthodoxe le 17 mai 2014 afin de coïncider avec la Journée mondiale contre l'homophobie, la transphobie et la biphobie.
Le 18 septembre 2024, peu après le vote de la loi sur les valeurs familiales et la protection des mineurs, l'influenceuse transgenre Kesaria Abramidzé est retrouvée morte à son domicile de Tbilissi. Première personne du pays à dévoiler publiquement sa transidentité, elle était considérée comme un symbole. Le lendemain, son ancien compagnon de 26 ans est interpellé à l'aéroport, il est soupçonné de l'avoir tuée pour l'empêcher de révéler leur relation. Les faits sont dénoncés par la présidente Salomé Zourabichvili et suscitent une émotion importante dans le pays,. Depuis le 3 octobre 2024, soit depuis l'adoption définitive de la loi sur les valeurs familiales et la protection des mineurs, cinq fois plus d'agressions LGBTphobes ont été enregistrées dans les rues.

## Cinéma
Et puis nous danserons (And Then We Danced) de Levan Akin, sélectionné et présenté en avant-première mondiale dans la « Quinzaine des réalisateurs » au festival de Cannes en mai 2019. Il s’agit du premier long métrage LGBT en Géorgie.